# Phyllodromica adelungi
Phyllodromica adelungi es una especie de cucaracha del género Phyllodromica, familia Ectobiidae. Fue descrita científicamente por Chopard en 1943.
Habita en Túnez.